# Hervé Le Treut

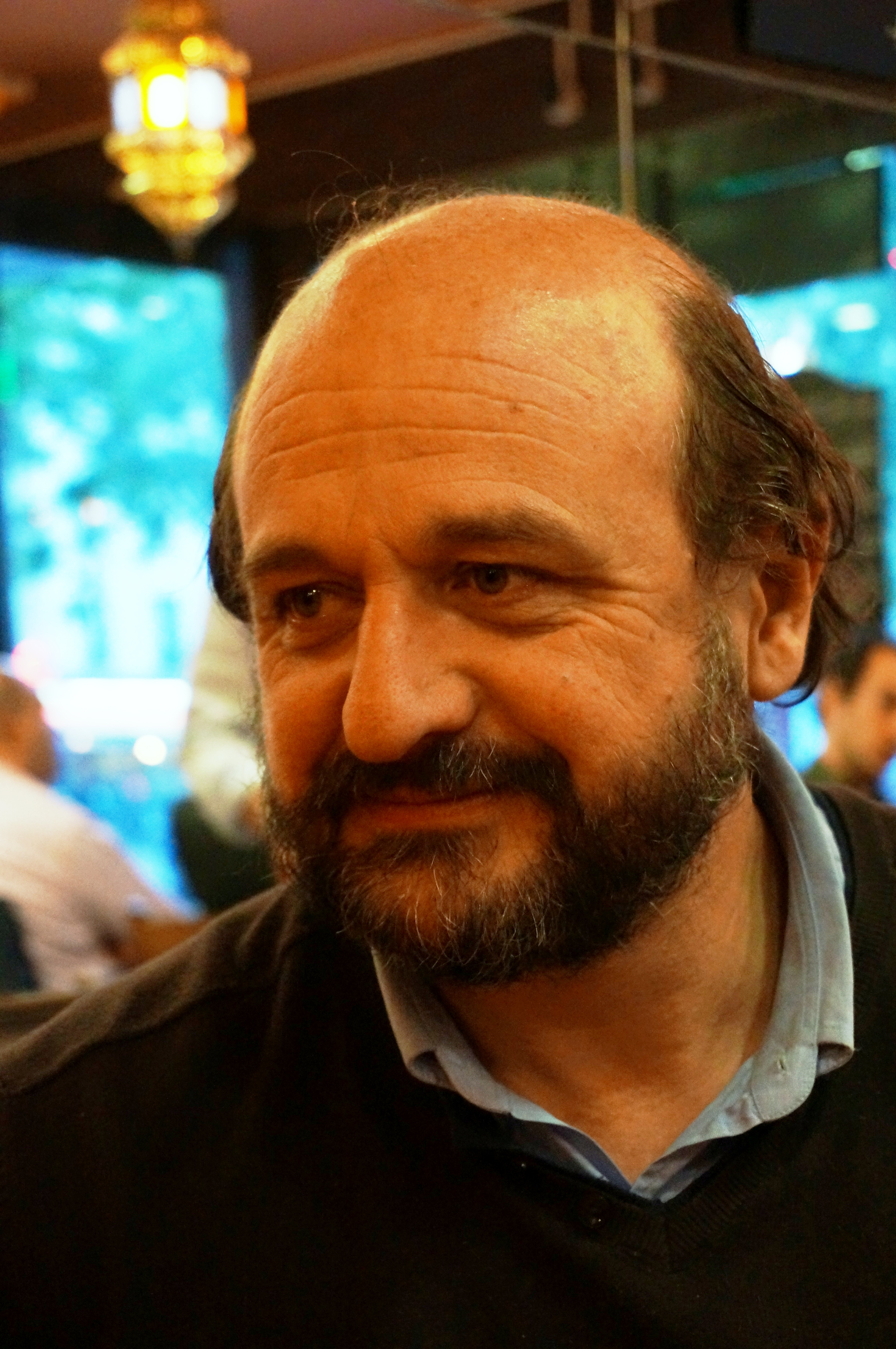
Hervé Le Treut

Hervé Le Treut, nacido el 18 de junio de 1956, es un climatólogo francés, miembro de la Academia Francesa de Ciencias desde noviembre del 2005 y Director del Instituto Pierre - Simon Laplace.
Hervé Le Treut aportó mucho a la comprensión de los fenómenos involucrados en el cambio climático como son:
•Los cambios entre atmósfera/océano y la interacción de influencia del ciclo del agua, también teniendo en cuenta los efectos bioquímicos.
•También estudió la influencia humana en el efecto invernadero. Su trabajo dio lugar a un centenar de publicaciones al respecto.
•Su habilidad internacionalmente reconocida le valió para ser parte del IPCC, el Panel Intergubernamental sobre el cambio climático.

## Publicaciones
- Nouveau climat sur la Terre: comprendre, prédire, réagir, Flammarion, novembre 2009
- Alain Aspect, Roger Balian, Gérald Bastard, Jean-Philippe Bouchaud, Bernard Cabane, Françoise Combes, Thérèse Encrenaz, S. Fauve, Albert Fert, Mathias Fink, Antoine Georges, Jean-François Joanny, Daniel Kaplan, D. Le Bihan, Pierre Léna, H. Le Treut, Jean-Paul Poirier, Jacques Prost et Jean-Loup Puget, Demain la physique, Odile Jacob, 2009 ISBN 9782738123053
- L'effet de serre, allons nous changer le climat?, avec Jean-Marc Jancovici, Flammarion, coll. « Champs», 2004